# 2 Pułk Artylerii Polowej (Cesarstwo Niemieckie)
2 pułk artylerii polowej (1 Pomorski) (niem. 1. Pommersches Feldartillerie-Regiment Nr. 2) – oddział artylerii niemieckiej okresu Cesarstwa Niemieckiego.
Pułk został sformowany 24 listopada 1808. Stacjonował w Kołobrzegu i Białogardzie. Wchodził w skład II Korpusu Armijnego .
W 1914 był w strukturach 3 Brygady Artylerii z 3 Dywizji Piechoty.
W momencie rozpoczęcia I wojny światowej, w sierpniu 1914 pułk  według etatu liczył 1368 żołnierzy, dzielił się na dwa bataliony po trzy baterie i dysponował 36 działami